# 蒙塔古 (北卡羅萊納州)
蒙塔古（英語：Montague）是位於美國北卡羅萊納州彭德縣的非建制地區。

## 歷史
蒙塔古的郵局於1891年設立，其後於1941年停運。

## 地理
蒙塔古所處的海拔為高於海平面11米（即36英呎），而該地所採用的時區為UTC-5，即北美东部时区（EST）。同時該地設有夏令時間，為UTC-5調快一小時，即UTC-4（EDT）。